# Карлов, Андрей Геннадьевич
Андре́й Генна́дьевич Ка́рлов (4 февраля 1954, Москва, РСФСР, СССР — 19 декабря 2016, Анкара, Турция) — советский и российский дипломат, чрезвычайный и полномочный посол (2011). Герой Российской Федерации (2016, посмертно).

## Биография
По официальным данным МИД РФ, родился в Москве. В 2018 году — губернатор Брянской области Александр Богомаз утверждал, что «Карлов сам из Клинцов». В городе Клинцы действует благотворительный фонд имени Андрея Карлова; главой фонда является его вдова Марина.
По собственному признанию Карлова: «Я представитель третьего поколения в нашей семье, которое работает на дипломатической службе. Мой дед пришёл на работу в МИД в январе 1922 года. Я рос в семье дипломата, и пример моих родителей имел для меня большое значение».
Окончил московскую школу № 648, которая в настоящее время носит его имя.
По словам Георгия Толорая, Карлов в МГИМО глубоко изучал Корею, её историю и язык. В 1976 году окончил факультет международных экономических отношений МГИМО МИД СССР и с того же года на дипломатической службе. Владел корейским и английским языками.
В 1976—1981 и в 1984—1990 годы — работал в Посольстве СССР в КНДР.
В 1992 году окончил Дипломатическую академию МИД России.
С 1992 по 1997 год работал в Посольстве России в Республике Корея (Южная Корея).
С 9 июля 2001 по 20 декабря 2006 года — чрезвычайный и полномочный посол Российской Федерации в Корейской Народно-Демократической Республике. Содействовал строительству православного Троицкого храма в Пхеньяне. 13 августа 2006 года в день освящения храма митрополитом Кириллом (Гундяевым) награждён орденом преподобного Серафима Саровского III степени.
В 2007—2009 годах — заместитель директора консульского департамента МИД России. В 2009—2013 годах — директор консульского департамента МИД России.
С июля 2013 года до конца жизни — чрезвычайный и полномочный посол Российской Федерации в Турецкой Республике.
В феврале 2014 года открывал Центр российской науки и культуры в Анкаре.
Коллеги Андрея Карлова рассказывают, что кризис в отношениях между Турцией и Россией после инцидента с уничтожением российского Су-24 в Сирии в ноябре 2015 года он воспринимал очень лично, поскольку ранее в отношениях двух стран удалось добиться серьёзных сдвигов и в политике, и в экономике, подписать соглашение о «Турецком потоке» и многое другое.

## Гибель
Вечером 19 декабря 2016 года погиб в результате покушения в Анкаре во время открытия выставки в Центре современного искусства. Во время речи посла охранник, опознанный как бывший полицейский Мевлют Мерт Алтынташ, одетый в деловой костюм и галстук, выхватил пистолет и выстрелил в Карлова со словами: «Это месть за Алеппо. Мы умираем там, ты умрёшь здесь», добавив традиционное восклицание «Аллах акбар». По некоторым сведениям, стрелявший прошёл на выставку по полицейскому удостоверению. По сообщениям турецких СМИ, нападавший был застрелен турецкой полицией.
В этот же день президент России Владимир Путин дал указание министру иностранных дел Сергею Лаврову представить Карлова к государственной награде и внести предложение об увековечении его памяти. По словам Путина, Карлов был «блестящим дипломатом», «очень интеллигентным, мягким человеком, добрым».

### Церемония прощания и похороны

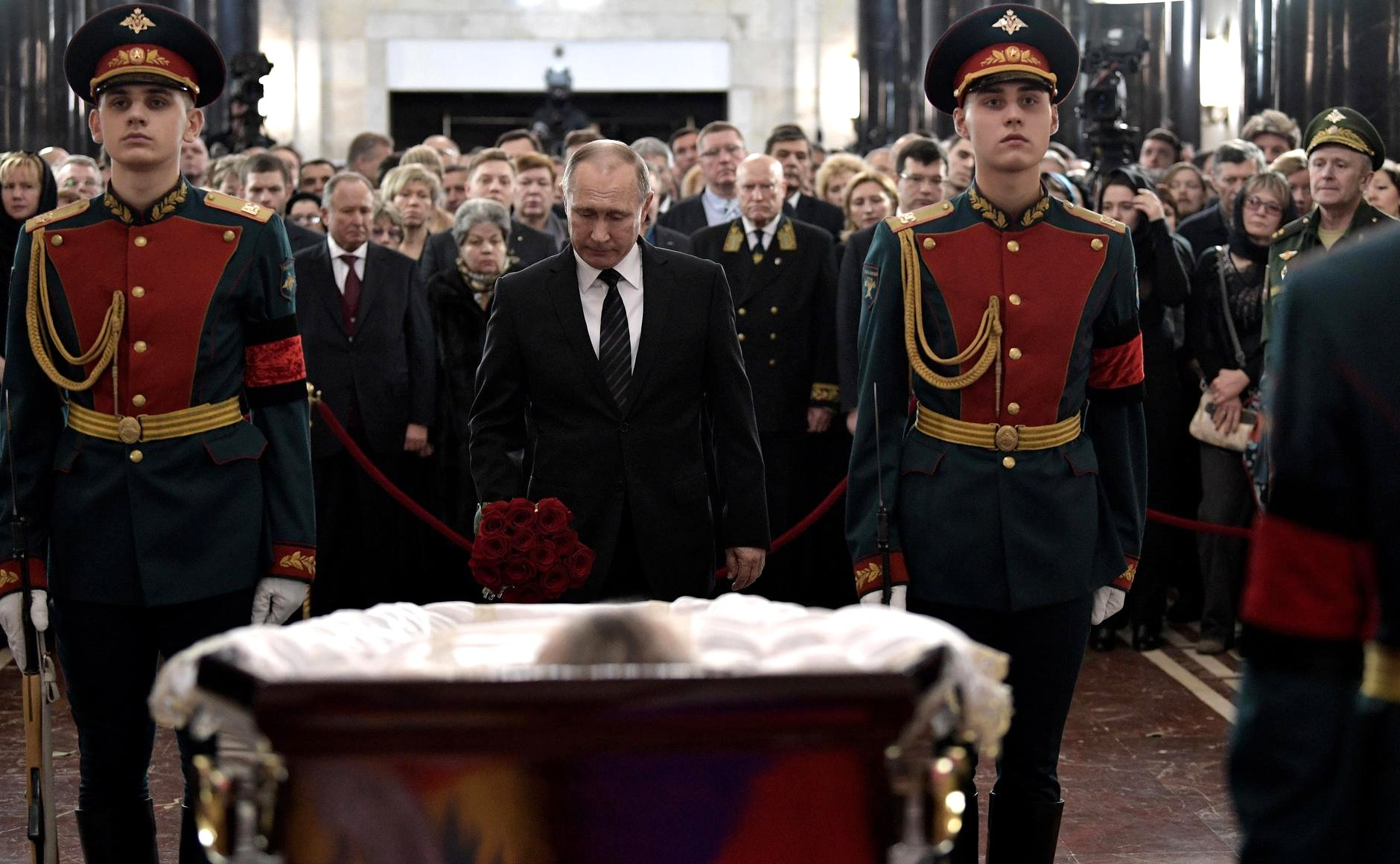
Президент России Владимир Путин на церемонии прощания с Андреем Карловым в МИДе. 22 декабря 2016 года

20 декабря 2016 года церемония прощания с Андреем Карловым прошла в аэропорту Анкары Эсенбога. С турецкой стороны на ней присутствовали мэр Анкары Мелих Гёкчек, министр внутренних дел Сулейман Сойлу и вице-премьер Тугрул Тюркеш. Заупокойную литию в аэропорту совершил архимандрит Константинопольской православной церкви Виссарион (Комзиас).
В тот же день самолёт ФСБ доставил тело Андрея Карлова в Москву. В аэропорту Внуково самолёт встречали главы МИД России и Турции Сергей Лавров и Мевлют Чавушоглу.
22 декабря 2016 года прошло отпевание в Храме Христа Спасителя, богослужение провёл патриарх Московский и всея Руси Кирилл. В траурных мероприятиях принял участие Президент России Владимир Путин. В этот же день Карлов был похоронен с воинскими почестями на Химкинском кладбище (Москва), рядом с могилой отца.

## Память

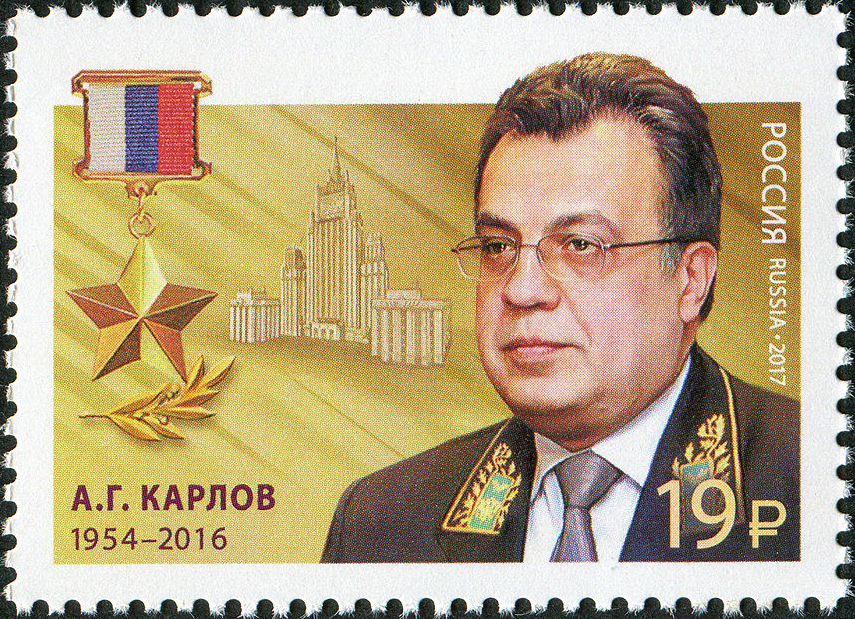
Почтовая марка России, 2017 год

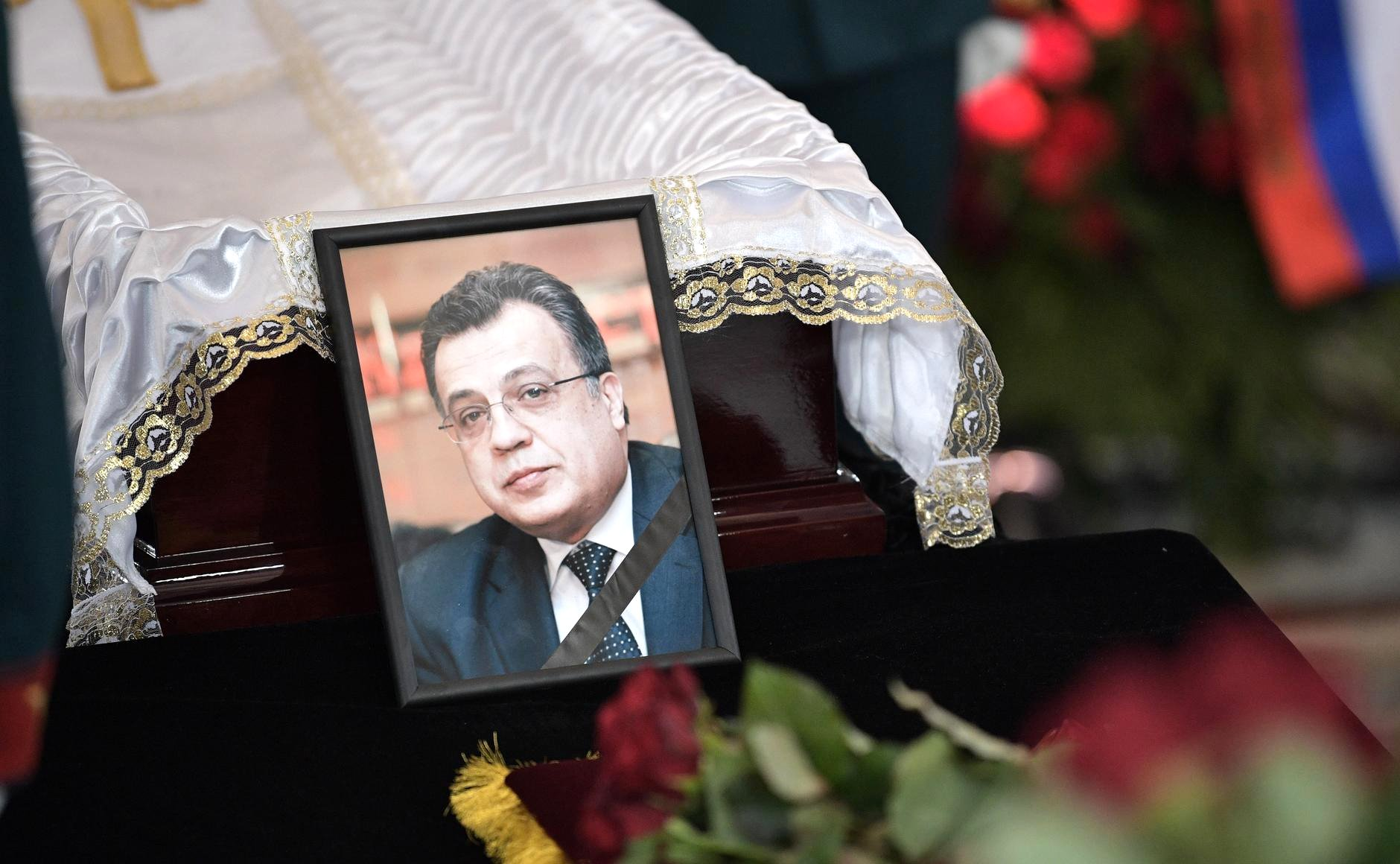

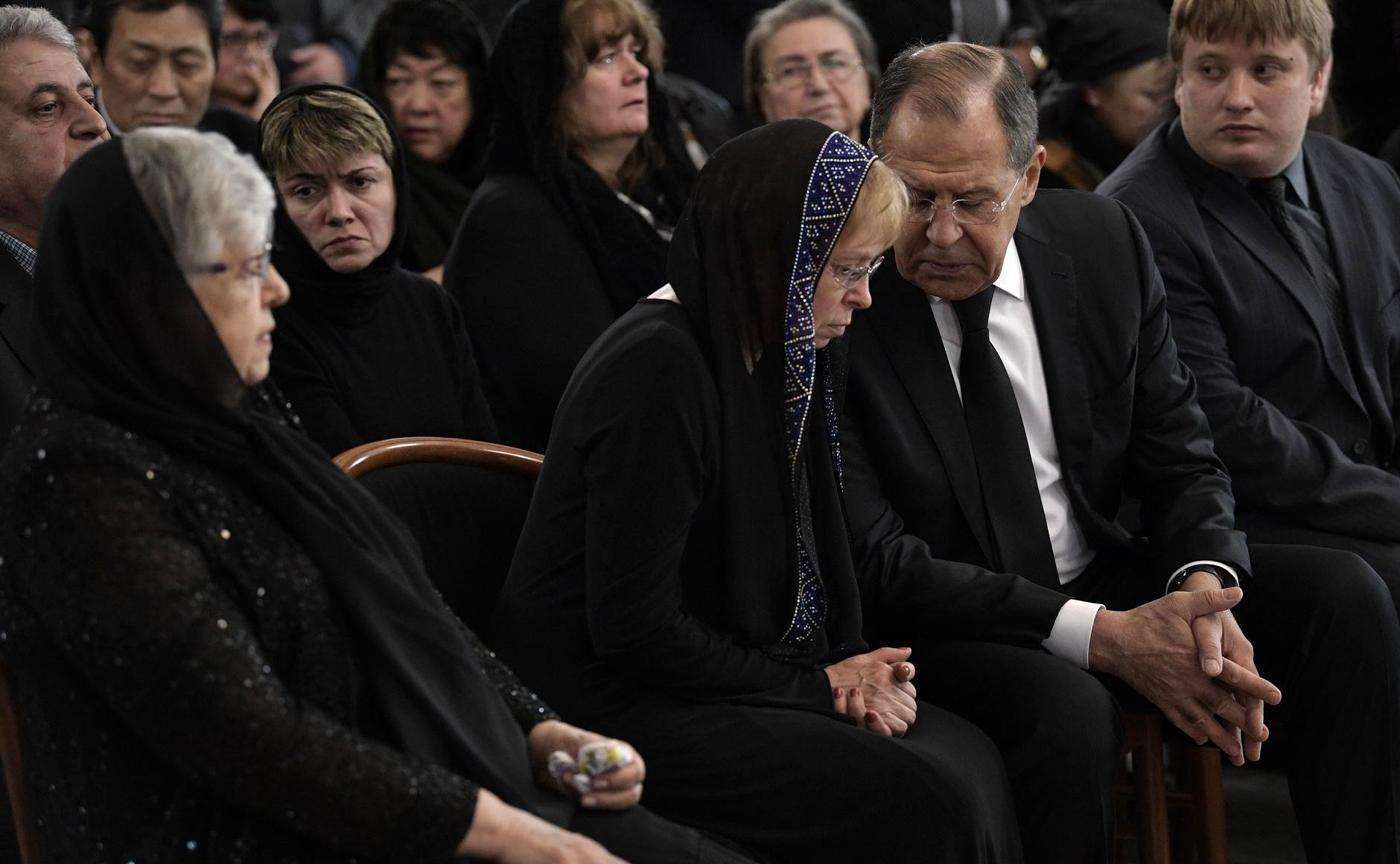
Мать, жена и сын покойного с С. Лавровым

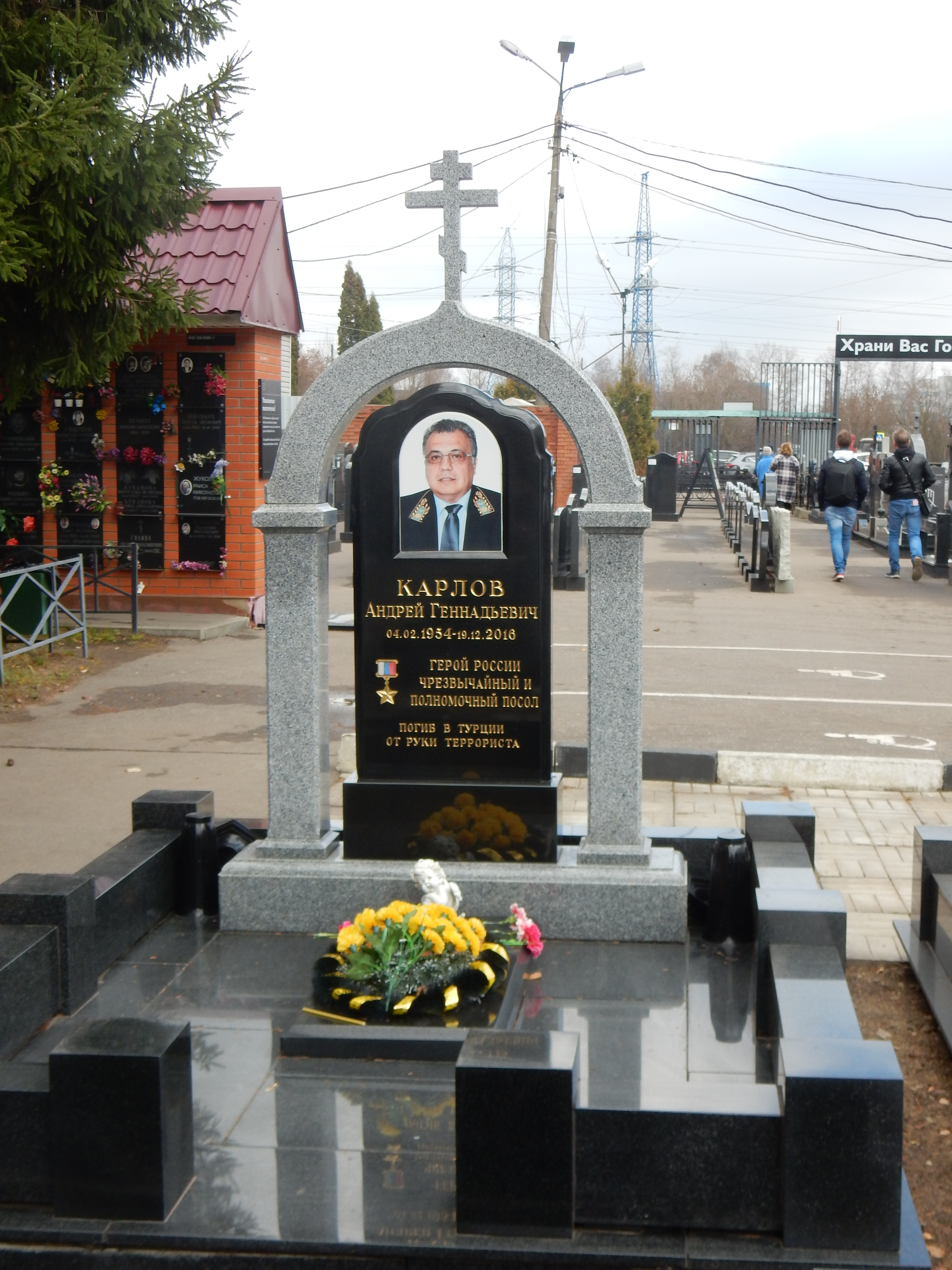
Могила Андрея Карлова на Химкинском кладбище

Решением городского муниципалитета столицы Турции 9 января 2017 года улица в Анкаре, на которой находится посольство России, названа именем Андрея Карлова.
20 декабря 2016 года мэрия Анкары приняла решение назвать выставочный зал в Центре современного искусства, в котором был застрелен Андрей Карлов, в его честь.
20 декабря 2016 года учёный совет МГИМО учредил именные стипендии и премии им. А. Г. Карлова для студентов и преподавателей университета, занимающихся восточной проблематикой. Кроме того, имя посла будет также присвоено дипломатическому клубу МГИМО.
10 февраля 2017 года в здании «Почты России» в Москве была представлена почтовая марка, посвящённая Андрею Карлову. На марке изображены портрет Карлова, медаль «Золотая Звезда», а также здание Министерства иностранных дел России. Марка была выпущена тиражом 135 тысяч экземпляров в рамках продолжения серии «Герои Российской Федерации». Оттиск гашения первого дня марки поставили вдова посла Марина Карлова, гендиректор МИД России Сергей Вязалов и глава «Почты России» Дмитрий Страшнов. По словам Вязалова, «конверт с гашением этой марки останется в музее Министерства иностранных дел».
3 февраля 2017 года Московская школа ГБОУ «Школа № 648» была переименована в «Школа № 648 имени Героя Российской Федерации А. Г. Карлова».
В феврале 2017 года имя Андрея Карлова присвоено улице на Дорогомиловской Заставе, у обелиска «Москва — город-герой», между Кутузовским проспектом и Большой Дорогомиловской улицей.
10 апреля 2017 года на здании посольства России в КНДР в Пхеньяне открыта мемориальная доска с надписью «Здесь служил Родине Герой России Андрей Карлов» и барельефом.
19 декабря 2017 года мемориальная доска работы народного художника РФ Александра Рукавишникова установлена в Москве на Петрозаводской улице, д. 24, к. 2, где Андрей Карлов жил с 2011 по 2016 годы.
В марте 2018 года именем Андрея Карлова названа улица в турецком городе Демре (Анталья), на улице установлен памятник
В честь Карлова получил имя самолёт VP-BLB — Royal Flight — Boeing 757.
12 мая 2023 года средней школе № 9 города Клинцы Брянской области присвоено имя Героя.
15 февраля 2024 года в Культурном центре МГИМО в честь дня дипломатического работника был торжественно открыт бюст А. Г. Карлова и фотовыставка, посвященная памяти дипломата.

## Семья
- Отец — Геннадий Иосифович Карлов (1931—1968), выпускник МГИМО, работал в Африке.
- Мать — Мария Александровна, армянка[34].
- Жена — Марина Михайловна[35]. 15 августа 2006 года в Троицком храме в Пхеньяне были обвенчаны митрополитом Смоленским и Калининградским Кириллом (Гундяевым)[36]. Свидетелем на венчании выступил советник-посланник Посольства России в КНДР Александр Мацегора.
- Сын — Геннадий Андреевич, закончил МГИМО, бакалавриат на факультете международных отношений, потом поступил в магистратуру на факультете международной журналистики. В настоящее время — третий секретарь Генерального консульства Российской Федерации в городе Варна (Болгария)[37].

## Дипломатический ранг
- Чрезвычайный и полномочный посланник 2 класса (15 января 2002)[38]
- Чрезвычайный и полномочный посланник 1 класса (25 августа 2004)[39]
- Чрезвычайный и полномочный посол (22 марта 2011)[40]

## Награды
- Герой Российской Федерации (посмертно, 20 декабря 2016) — за проявленные стойкость и мужество на посту Чрезвычайного и Полномочного Посла Российской Федерации в Турецкой Республике, большой вклад в реализацию внешнеполитического курса Российской Федерации[41].
- Благодарность Президента Российской Федерации (19 февраля 2011) — за заслуги в подготовке и проведении XIV Петербургского международного экономического форума[42].
- Орден преподобного Серафима Саровского III степени (РПЦ, 13 августа 2006)[12].